# Canadisk bøffelbær
Canadisk bøffelbær (Shepherdia canadensis) er en løvfældende busk med en åben, opstigende vækst. Bærrene bæres først efter 5 års vækst og naturligvis udelukkende på hunlige planter. Smagen er bitter på grund af et indhold af saponiner.

## Beskrivelse
Barken er først bronzefarvet til rødbrun med grå stjernehår. Senere bliver den grå og næsten helt glat. Knopperne er spredte og bronzefarvede.
bladene er elliptiske til ovale med hel rand og afrundet spids. Oversiden er grågrøn og let gråhåret, mens undersiden er sølvgrå med spredte, brune skæl. Blomsterne er gule, og de ses i juni. Bærrene er mørkerøde, plettede af stjernehår og spiselige. Frøene modner godt og spirer villigt.
Rodnettet er filtet og højtliggende, men med en enkelt, dybtgående pælerod. Busken sætter rodskud. Planten har samliv med strålesvampe af slægten Frankenia. Det giver den adgang til biologisk brugbart kvælstof.
Højde x bredde og årlig tilvækst: 3 x 3 m (30 x 30 cm/år).

## Hjemsted
Canadisk bøffelbær vokser over et stort område fra Alaska og Nordcanada til Arizona. Her findes den som pionerplante på tørre skråninger, langs floder og i åbne skove.
Den danner tætte krat langs flodbredder og i dalsænkninger, hvor den findes sammen med bl.a. ene, fjerbusk, Aralia nudicaulis, bredbladet sølvblad, buskpotentil, canadisk gyldenris, canadisk hønsebær, Ceanothus-arter, hedemelbærris, hindbær, hvid snebær, papirbirk og pilekornel.
| Portal | Portal:Botanik |